# Zbigniew Szacherski
Zbigniew Szacherski (ur. 25 stycznia 1901 w Pułtusku, zm. 28 września 1985 w Warszawie) – pułkownik Wojska Polskiego.

## Życiorys
Urodził się 25 stycznia 1901 w Pułtusku, w rodzinie Piotra (1849–1929), dr. med., i Haliny z Grabowskich (1871–1955). Kształcił się w Gimnazjum Wojciecha Górskiego w Warszawie, rozpoczął również studia na Wydziale Prawa Uniwersytetu Warszawskiego. Był harcerzem drużyny im. Hetmana Żółkiewskiego. W listopadzie 1918 uczestniczył w rozbrajaniu Niemców w Warszawie. Ochotnik Szwadronu Ziemi Mazowieckiej oraz uczestnik wojny polsko-bolszewickiej. Ukończył kurs w Centralnej Szkole Kawalerii w Grudziądzu, otrzymując stopień podchorążego. Był oficerem służby stałej 16 Pułku Ułanów Wielkopolskich z garnizonem w Bydgoszczy. Awansowany do stopnia podporucznika rezerwy w korpusie oficerów kawalerii ze starszeństwem z 1 czerwca 1919. W październiku 1931 został przeniesiony do 7 Pułku Strzelców Konnych Wielkopolskich w Poznaniu. 22 lutego 1934 został mianowany rotmistrzem ze starszeństwem z 1 stycznia 1934 i 11. lokatą w korpusie oficerów kawalerii. Z dniem 1 stycznia 1939, po ośmiu latach dowodzenia 2 szwadronem, został wyznaczony na stanowisko adiutanta pułku. 
Po wybuchu II wojny światowej w kampanii wrześniowej jego pułk walczył w strukturach Wielkopolskiej Brygady Kawalerii. Brał udział m.in. w bitwie nad Bzurą, pod Zbrożkową Wolą, o Brochów. 9 września 1939 zastąpił majora Pawła Budzika na stanowisku kwatermistrza pułku, a 14 września, po śmiertelnym zranieniu majora Budzika, zastąpił go na stanowisku zastępcy dowódcy pułku. 17 września, po zranieniu pułkownika Stanisława Królickiego, objął dowództwo pułku. 19 września został ciężko ranny i przekazał dowództwo pułku rotmistrzowi Konstantemu Kozłowskiemu. Następnego dnia został przetransportowany do Szpitala Chirurgii Urazowej w Warszawie. Po pięciu miesiącach leczenia opuścił szpital jako inwalida. Pod koniec 1943 został formalnie przyjęty do Armii Krajowej.
We wrześniu 1944 został przyjęty do ludowego Wojska Polskiego i przydzielony do Wojskowego Instytutu Wydawniczego w Lublinie. Po wyzwoleniu Warszawy został dyrektorem Muzeum Wojska Polskiego w Warszawie. Z wojska odszedł w roku 1950. Pod koniec lat 50. przeszedł na rentę. Przez wiele lat był wiceprezesem Związku Inwalidów Wojennych.
W 1966 Instytut Wydawniczy Pax wydał jego wspomnienia zatytułowane „Wierni Przysiędze”.

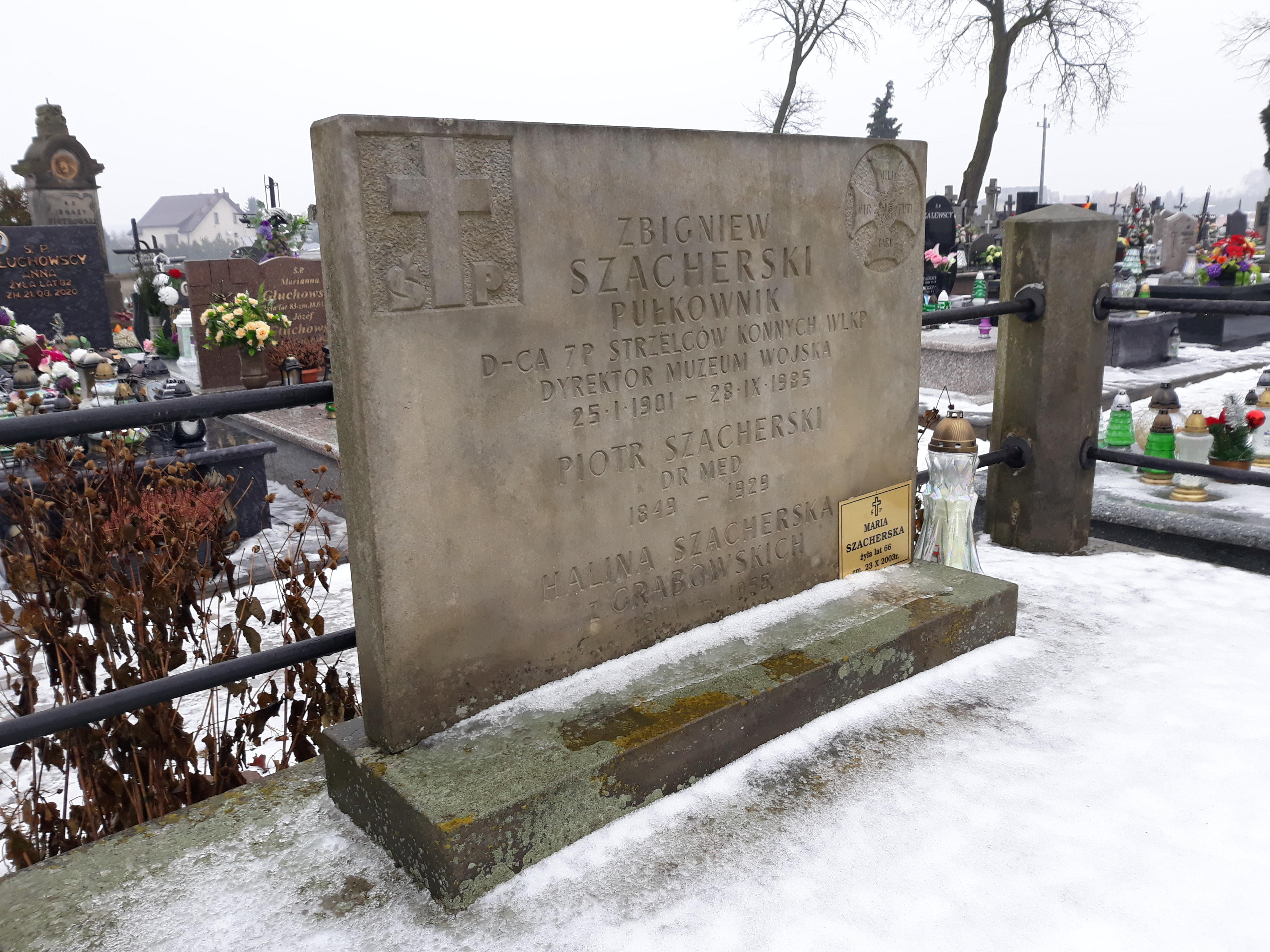
Grób rodziny Szacherskich.

Zmarł 28 września 1985 w Warszawie. Pochowany na cmentarzu w Starych Proboszczewicach k. Płocka.

## Życie prywatne
Od 1931 był mężem Stelli Marii z Rolbieskich (1911–1997). Mieli córkę Marię (1937–2003).

## Ordery i odznaczenia
- Krzyż Złoty Orderu Virtuti Militari
- Srebrny Krzyż Zasługi (10 listopada 1928)[16][17]
- Odznaka Grunwaldzka